# Areli Carreón
Areli Carreón (Ciudad de México,1970) es una ciclista urbana y activista social mexicana que impulsa el uso de la bici como medio de transporte.

## Biografía
Aprendió a pedalear a los seis años en el Bosque de Chapultepec.
En 1998, fundó Bicitekas, una organización que promueve el uso de bicicletas en la Ciudad de México y aboga por cambios en las políticas de ciclismo y movilidad urbana. Bicitekas ha causado impacto en México, logrando la construcción de numerosas ciclovías en la capital del país. En 2015, lograron aprobar la primera ley municipal de seguridad vial de la Ciudad de México, con la misión de transformar el enfoque del gobierno hacia la seguridad vial.
Es coautora del Manual del Ciclista Urbano de la Ciudad de México.
En 2008, fue una de las personas que promovió el Primer Congreso Nacional de Ciclismo Urbano en la Ciudad de México, evento del cual surgió la Red Nacional de Ciclismo Urbano (BICIRED), que agrupa y coordina a alrededor de cuarenta organizaciones.
En 2017, fue elegida como la primera alcaldesa de la bicicleta de Ciudad de México y América Latina, figura honoraria creada en Países Bajos por la organización BYCS para promover el uso de las bicicletas.